# 阿尔达莱斯
阿尔达莱斯，是西班牙安达卢西亚自治区马拉加省的一个市镇。 总面积107平方公里，总人口2664人（2001年），人口密度25人/平方公里。